# 朝食

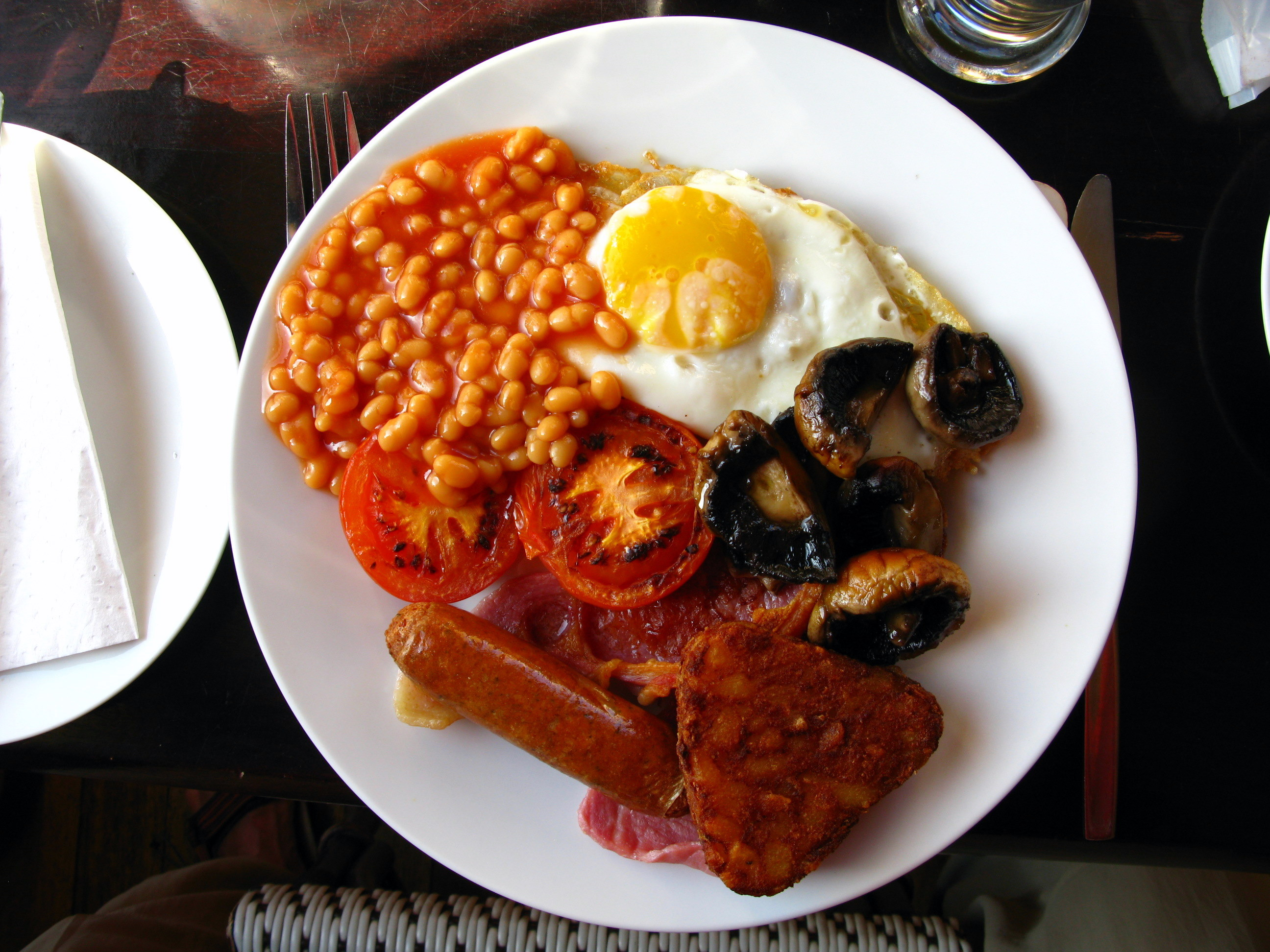
full English breakfast

朝食（）は、睡眠から目覚めたのち、朝に取る最初の食事。朝餉（）、朝飯、饔（）、朝御飯（）とも。

## 解説
英語の「Breakfast」（ブレックファスト）は「朝食」と訳されることが多いが、これは「夜間の断食 (fast) 期間を破る」という意味である。
朝食を摂るまでもなく簡単に済ませられるぐらい容易なことを「朝飯前」と呼んだりする。起床してから朝食を摂るまでの時間が比較的短いことから、「その間に済ませられるぐらい容易なこと」という意味である。

## 英語圏における「Breakfast」の意味と変遷
英語の「Dinner」（ディナー）は古フランス語「Disner」（「ディーニー」）からの借用であり、これはもともと「断食すること」の意味であった。13世紀半ばにその意味が変わるまでは、「その日（の朝）に取る最初の食事」を意味していた。
「Breakfast」が「朝に取る食事」を意味する「Dinner」からの翻訳借用の言葉として英語で使われるようになったのは15世紀以降のことであり、これは「夜間の断食期間を破る」という意味であった:6。
古英語においては、この単語は「Morgenmete」（「モルゲンメーテ」）、すなわち「朝に食べる食べ物」を意味していた。

## 各地域における朝食
朝食の一覧も併せて参照されたい。

### ヨーロッパ

#### フランス
パン（バゲットまたはクロワッサン）や、加工穀類、 飲み物やカフェ・オ・レ、コーヒー。パンにはジャムやバターを添えることがある。

#### ドイツ
パン（多くライ麦の入った酸味のあるものが好まれる）・コーヒー・ヴルスト(ソーセージ)・ハム。果物を摂ることもある。コーヒーでなく、紅茶や野菜ないし果物ジュース・麦芽を溶いたミルクを好むものもある。火を使わないものを並べる。これを「カルトエッセン」と呼び、夕食にも食される。
ドイツ料理には、「バウエルンフリュシュトゥーク」(Bauernfrühstück) （「農夫の朝食」）と呼ばれるジャガイモ料理があるが、これが朝食に食べられることはない。「農夫のように肉体労働をする人なら、朝食に食べるかもしれないが」という意味合いで、実際にはブランチ、もしくは昼食に食べられるものである。

#### イギリス・アイルランド

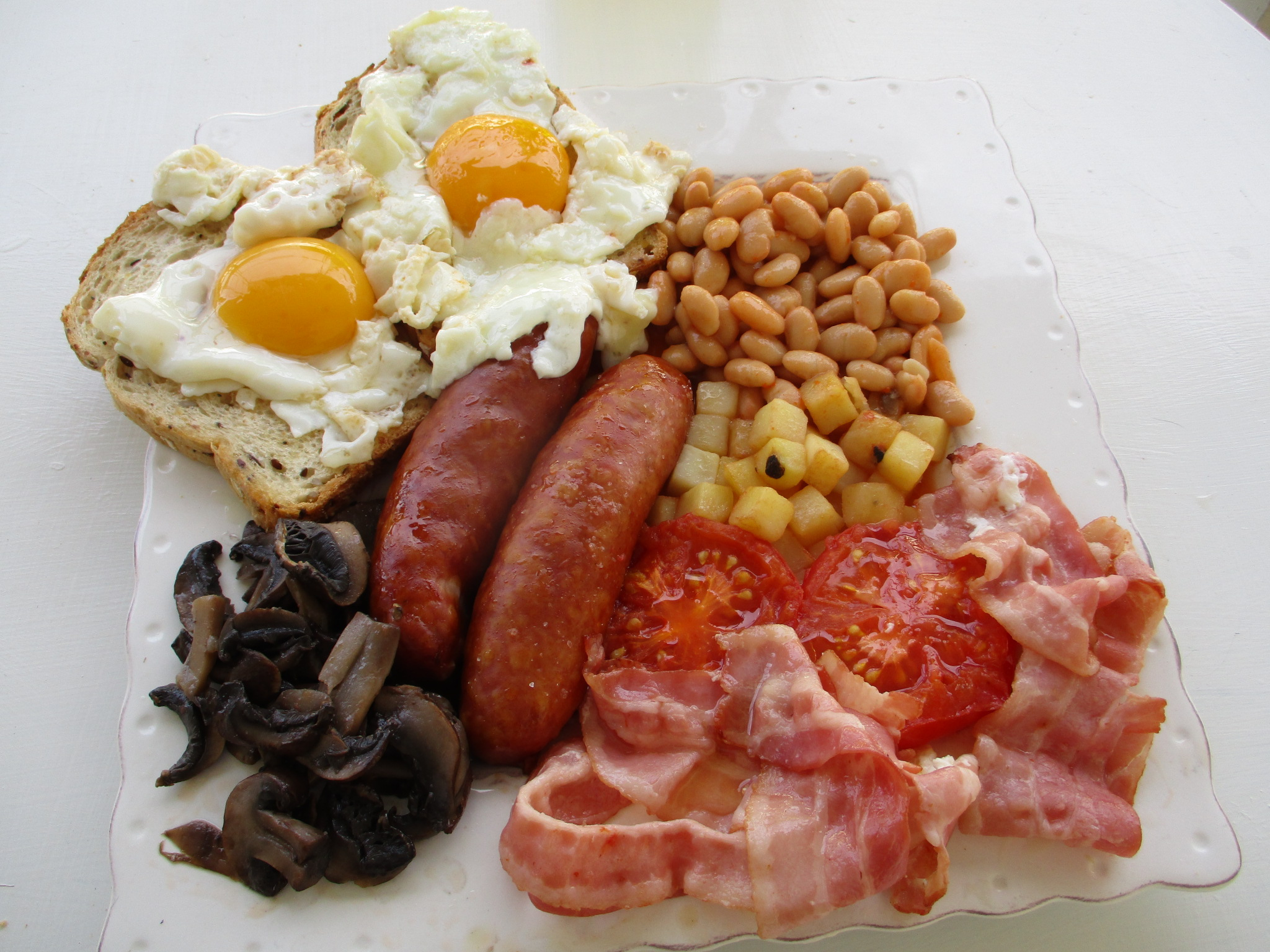
ブリティッシュ・ブレックファストの一例

「イングリッシュ・ブレックファスト(English Breakfast)や「アメリカン・ブレックファスト」(American Breakfast)と呼び、ヨーロッパ大陸で見られる簡素な食事を「大陸風朝食」(Continental Breakfast)と呼ぶ。
18世紀以前は他の大陸諸国と同じく簡素な食事だったが、産業革命期に現在の英国風朝食のスタイルが生じてきた。
ベーコン、卵料理(通常は目玉焼き)を基本とし、英国風ソーセージ、マッシュルームのソテー、焼きトマト、 ブラック・プディング(豚の血で作った黒ソーセージ)、ベイクド・ビーンズ（豆の煮物）にバターやジャムを塗ったトースト、揚げパンとミルク付きの紅茶を添えるが、飲み物として紅茶ではなくコーヒーを合わせたり、簡素な加工穀類やトーストで済ませる者もいる。連合王国全体においては、イングランド以外でも同様の朝食をとる食習慣があるが、スコットランドではこのような朝食を「スコティッシュ・ブレックファスト」(Scottish Breakfast)と呼ぶ。
隣国のアイルランドでもそのような朝食をとるが、これは「アイリッシュ・ブレックファスト」(Irish Breakfast)と呼ばれる。

### アジア

#### 中国大陸・香港・台湾
地域によって異なるが、概ね粥、麺、饅頭（マントウ）が多い。粥には「油条」（揚げパンの一種）が供される場合がある。香港では「港式早餐」と呼ばれる卵料理、ハムやソーセージ、トーストとマカロニ、ビーフン、あるいはインスタントラーメンが入ったスープを組み合わせたものが茶餐廳で提供されている。

#### 日本
平安時代の天皇は、巳の刻（『寛平御遺誡』）、南北朝時代では午の刻（『建武年中行事』）、江戸時代では卯の刻に身を清め神仏を拝んだ後、辰の刻朝五ツ半（9時頃）に朝食を摂った。一方、近世の征夷大将軍は辰の刻朝五ツ（8時頃）に朝食を摂っており、天皇より早めの朝食を摂っていた。

### 北アメリカ

#### アメリカ合衆国
アメリカ合衆国においては様々な形態の朝食が並立している。移民たちがそれぞれの出身国の伝統を持ち込んでいることに加え、アメリカの大地で生み出された新たな選択肢も加わる。出身国で見られる朝食を取る家庭も相当数ある。イギリス系の人々はイギリス風の、ドイツ系の人々はドイツ風の、中国系の人々は中国風の朝食を摂る。
トースト、 シリアル、 卵料理 、ベーコン、 ハム、 ソーセージ、 パンケーキ、 ワッフル、 フレンチトースト、 ドーナツ、 マフィン、 ベーグル、 果物、ハッシュドポテト、コーンビーフハッシュ、これらを好みで選択する。

## ギャラリー

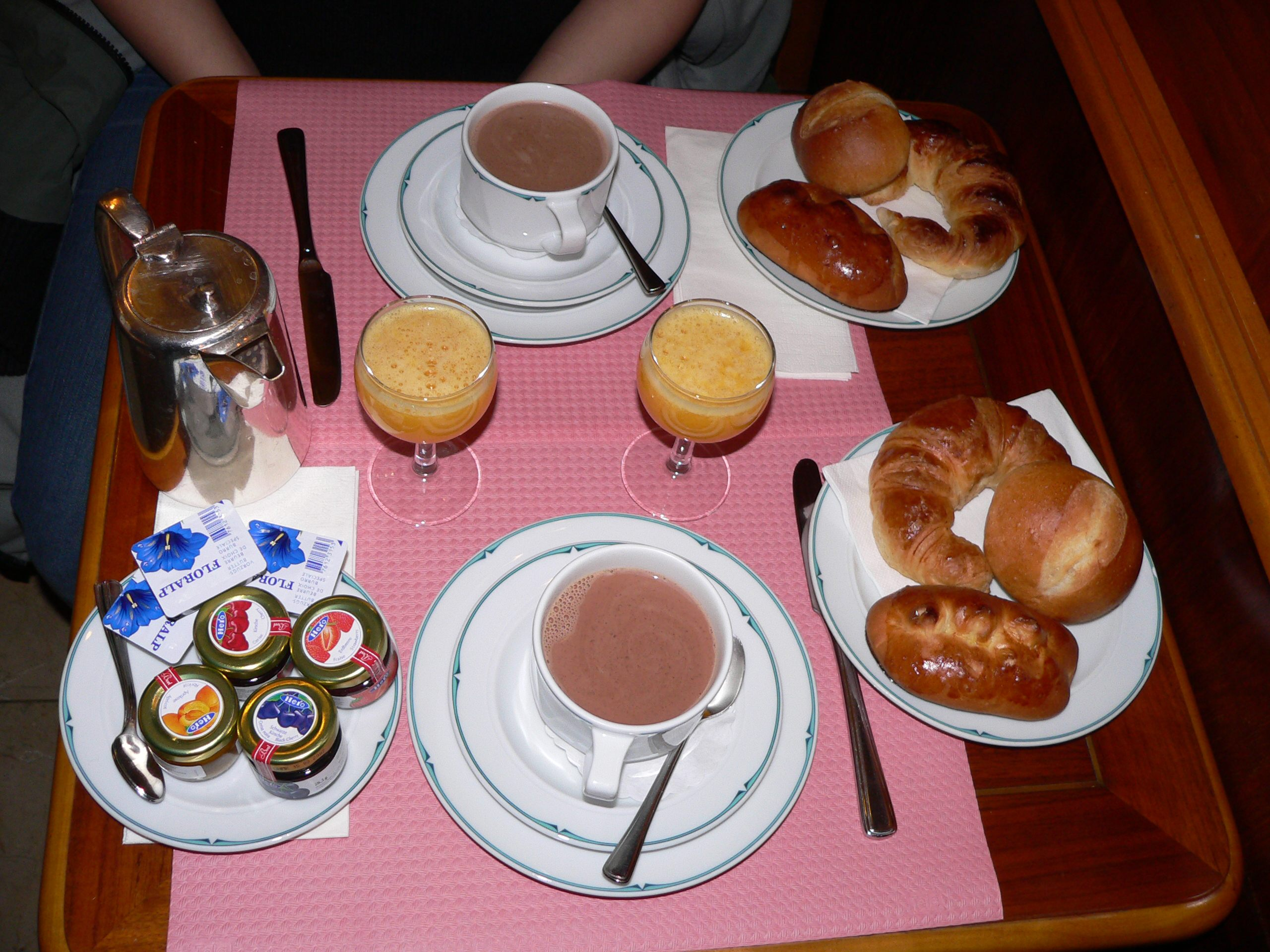
フランスでの典型的な朝食 カフェオレ + クロワッサン（あるいはバゲット）。この写真では飲み物がコップに入っているが、フランスの家庭ではボウル状の器でカフェオレを飲む人も多い。
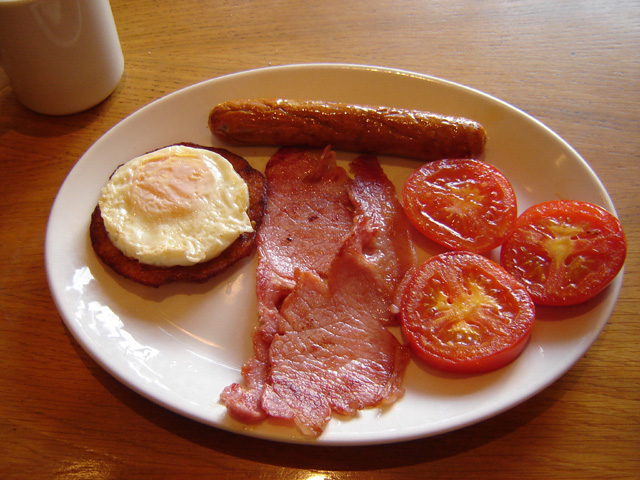
イギリス（やアメリカ）での典型的な朝食の一種。目玉焼き + ベーコン・ソーセージ類 + 焼きトマト。
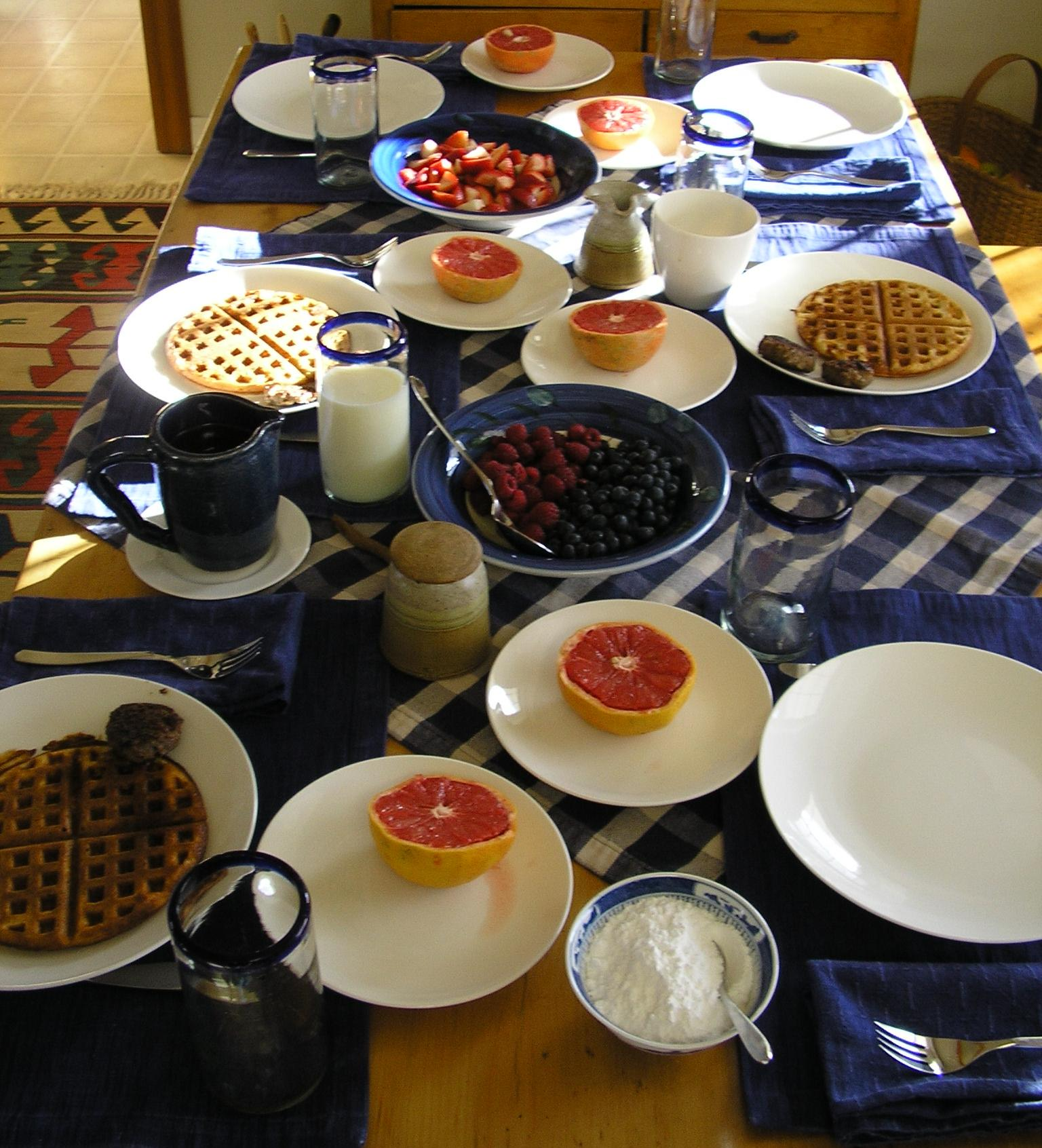
この写真はアメリカの田舎で見られる朝食の一例である。現代風のワッフル + グレープフルーツ。
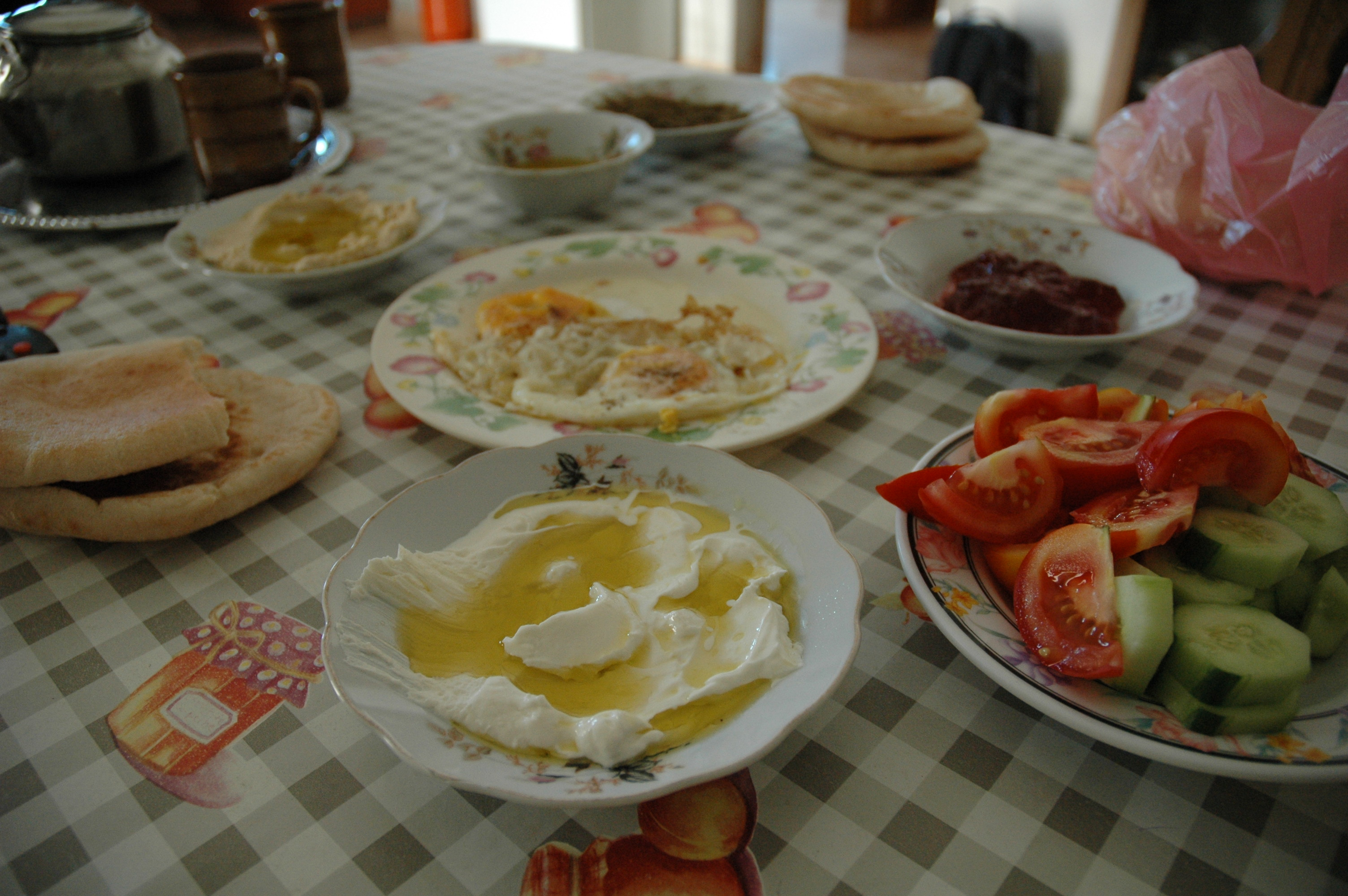
パレスチナの典型的な朝食。ピタ（パンの一種）+ labaneh（クリーミーなチーズにオリーブオイルをかけたもの）。
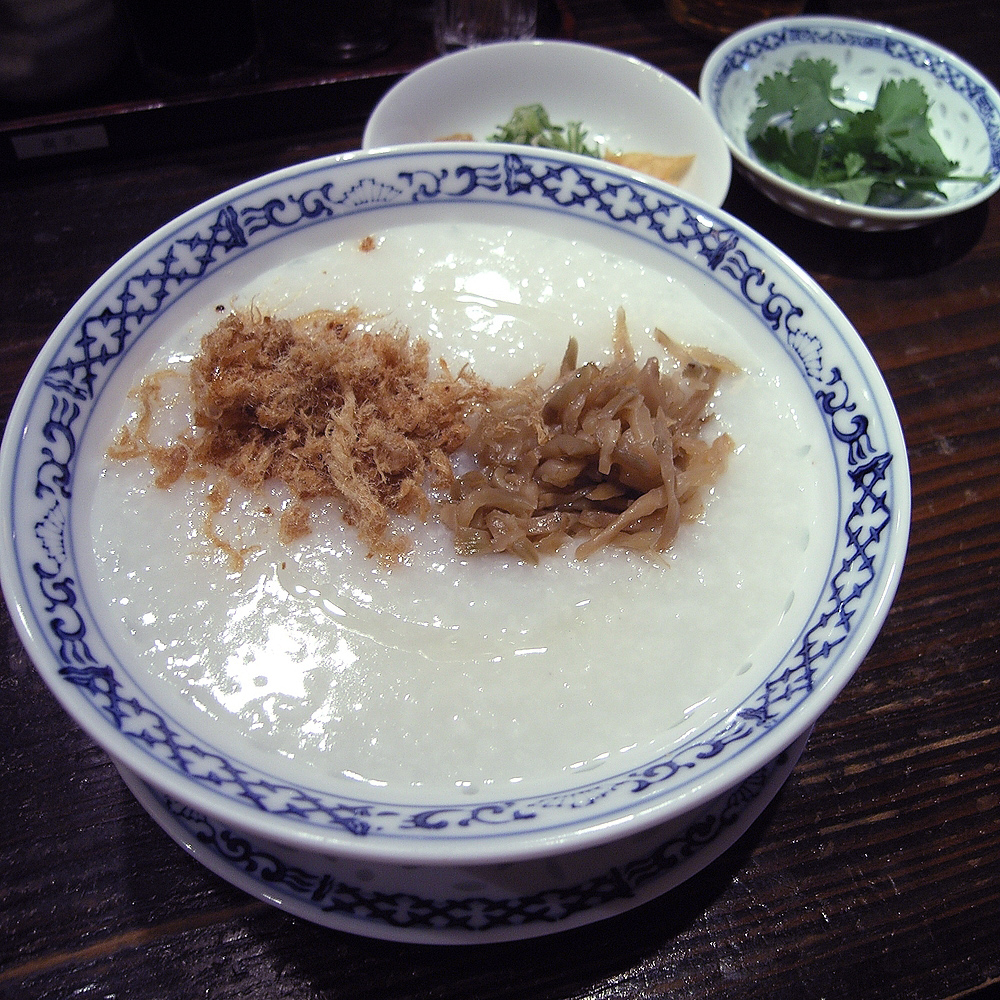
中国や台湾で見られる典型的な朝食。お粥に漬物の朝食。
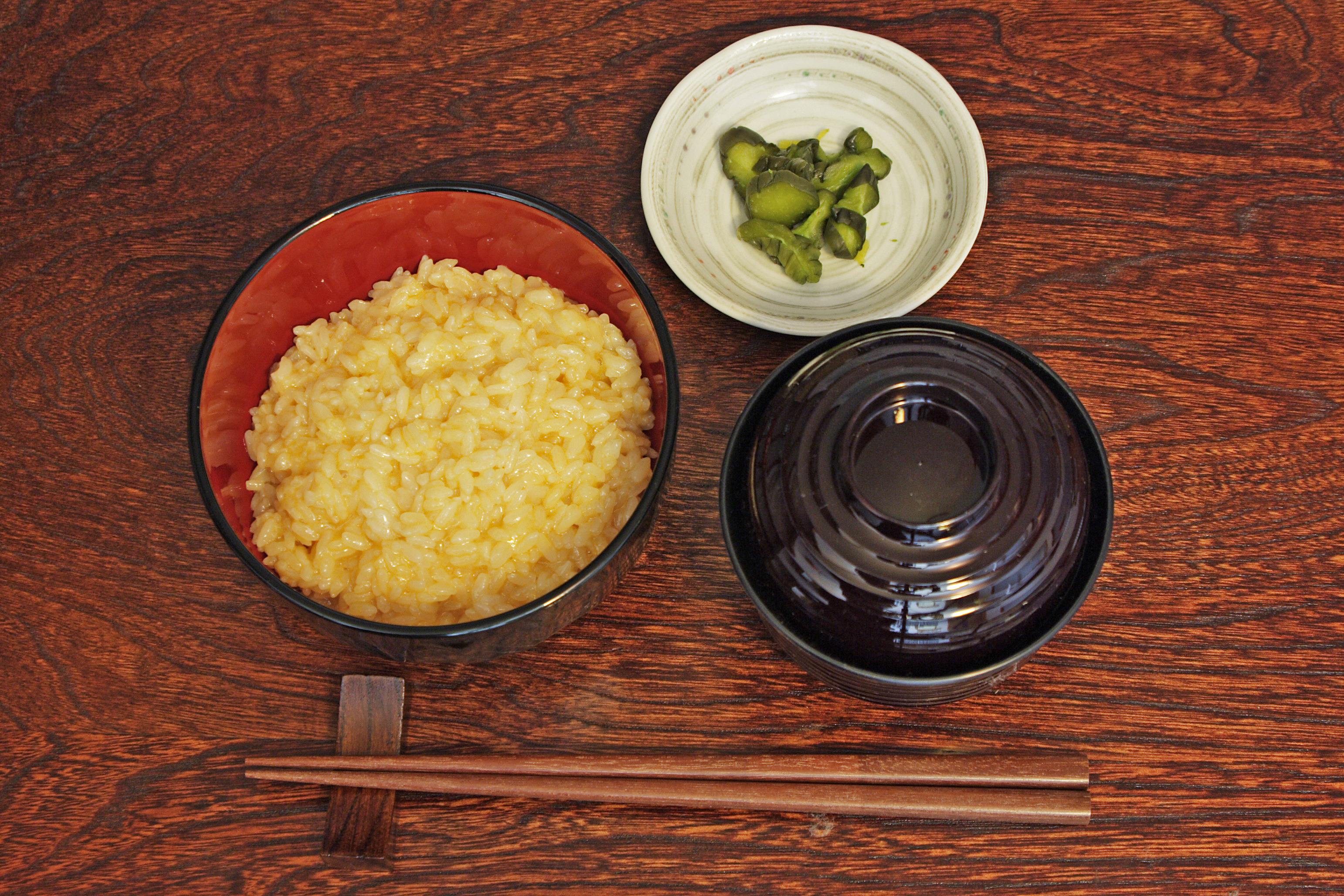
日本での朝食の一例。卵かけご飯。
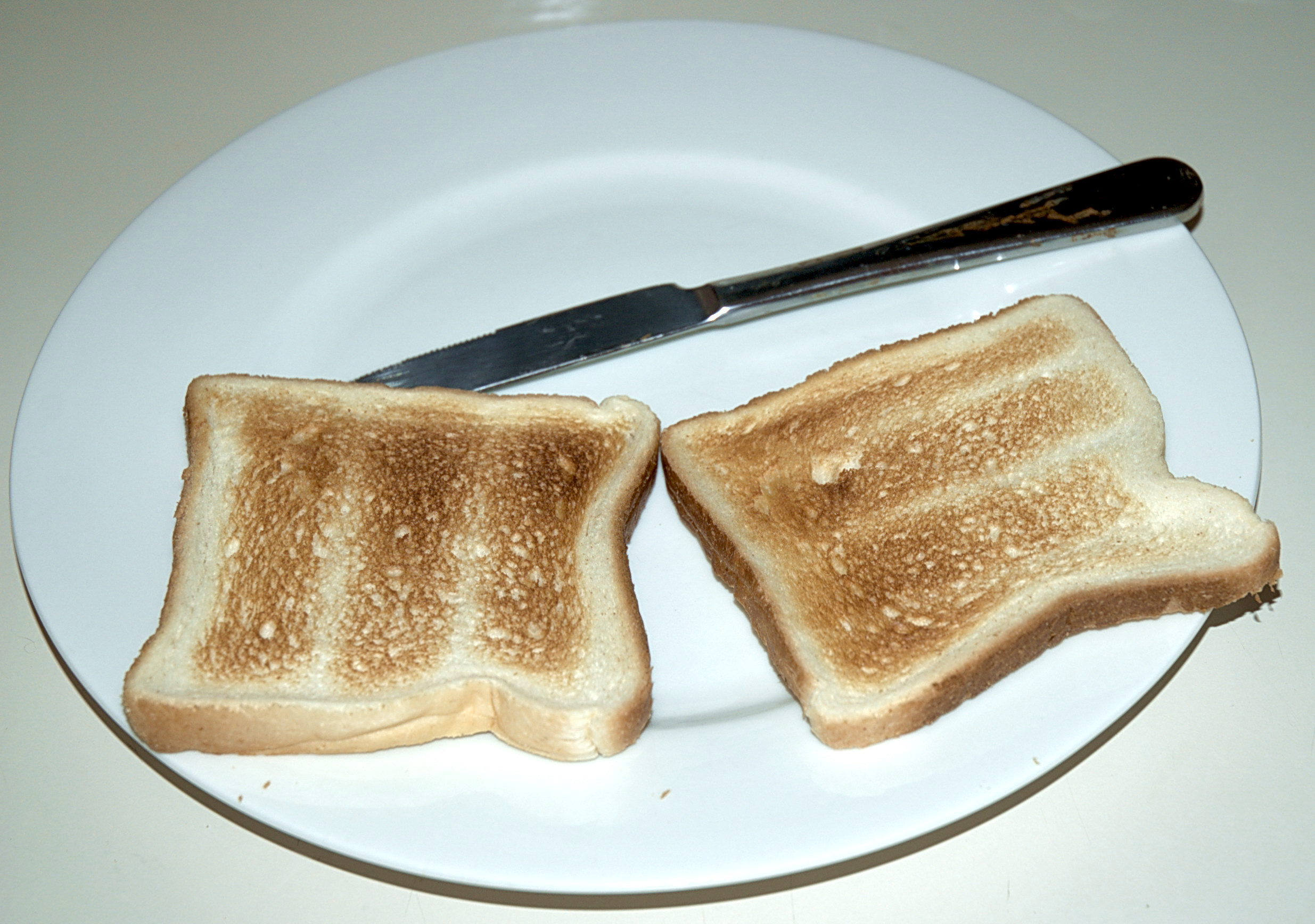
「食パン」を付けた朝食。
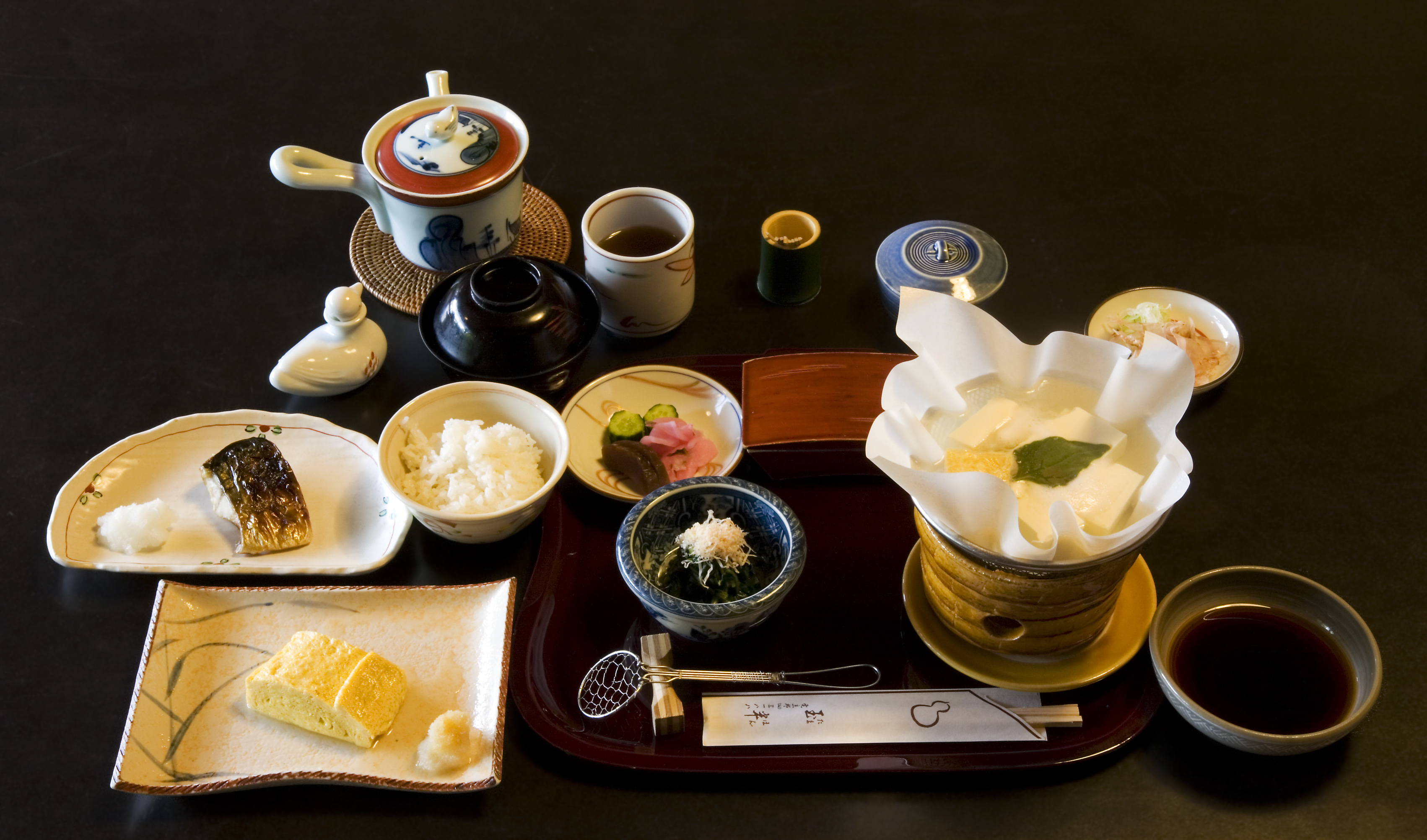
日本の旅館での朝食の一例。
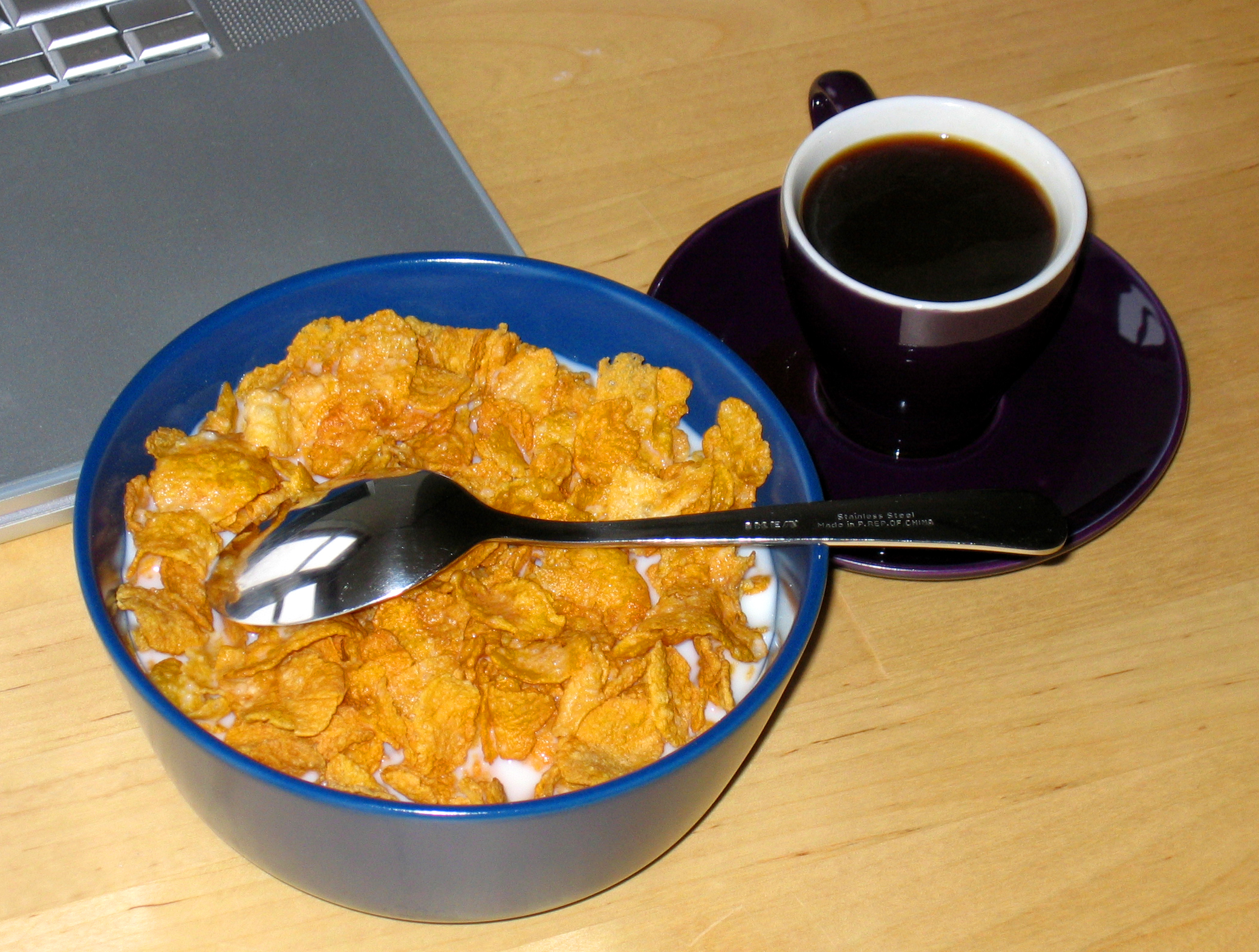
シリアル類。写真はコーンフレークに牛乳をかけたもの。
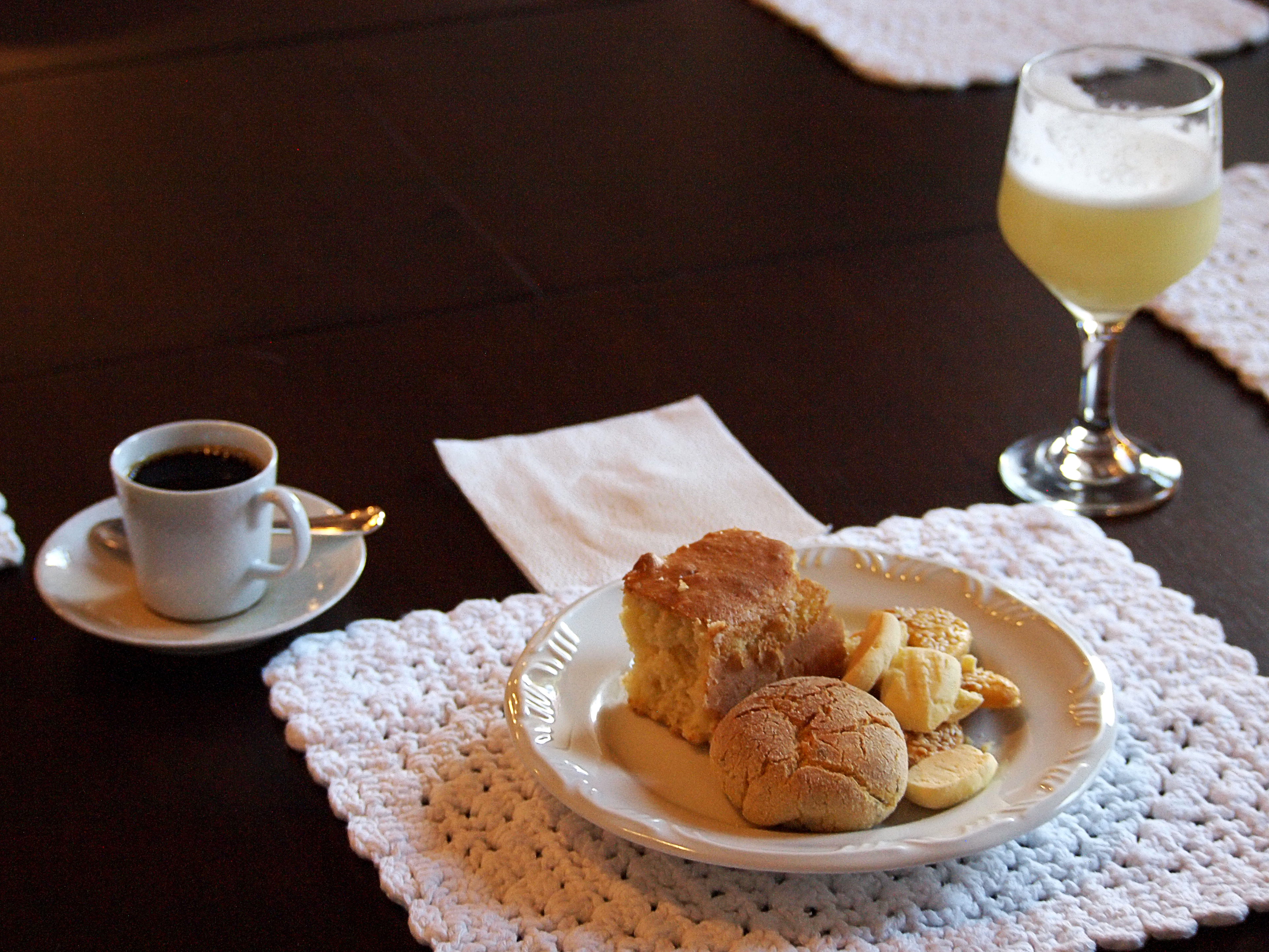
ブラジルの朝食の一例。

## 宿泊施設での朝食
ホテルで提供される朝食においては、パン、ベーコン、 ハム、 ソーセージ、各種卵料理が多い。

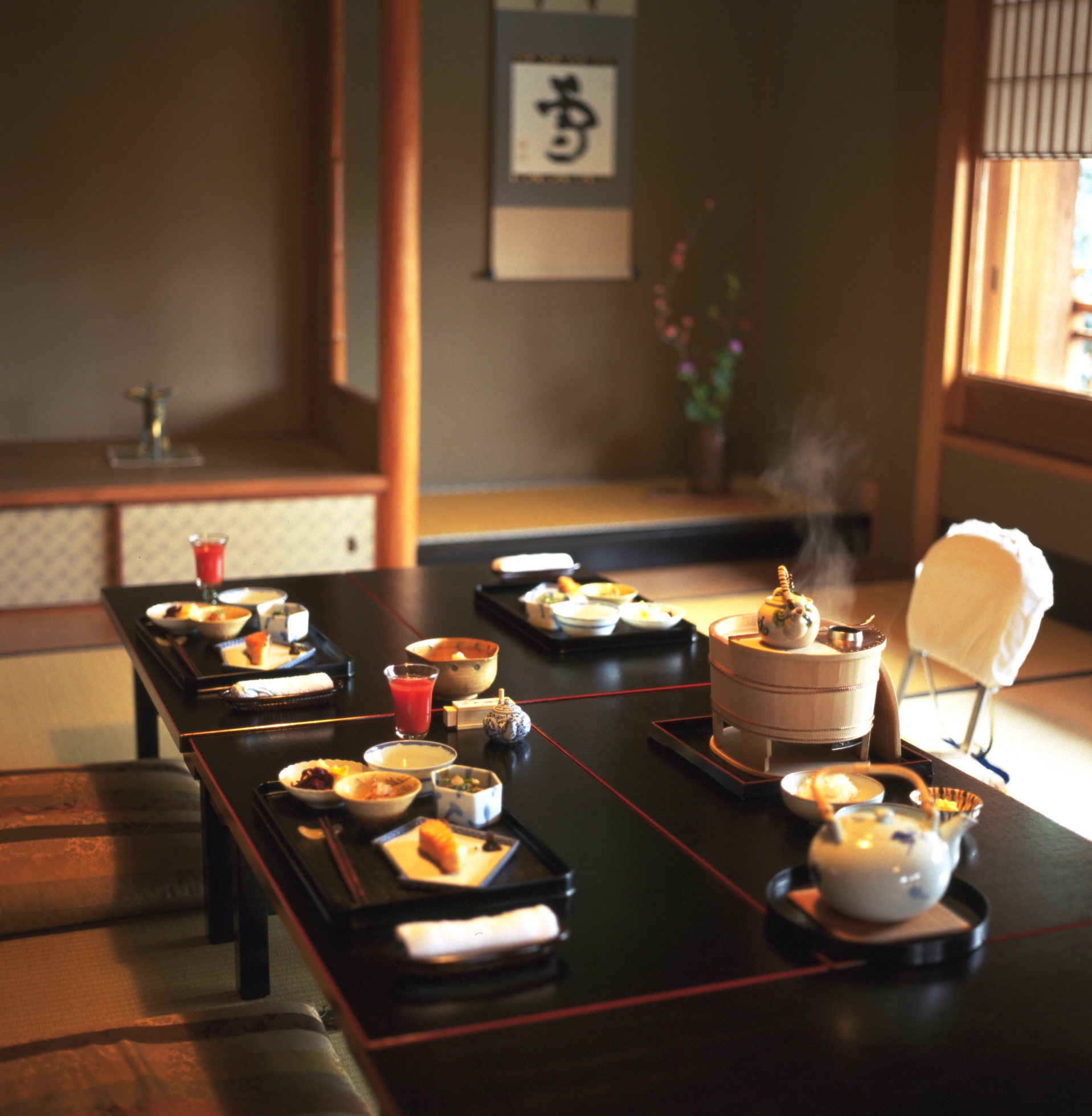
京都の旅館での朝食。「部屋食」と呼ばれる

日本の旅館では、和風朝食の標準的な献立を中心に、客間で客それぞれに配膳する、いわゆる「部屋食」が正式な給仕法であるが、食堂でビュッフェ形式の朝食を提供する機会が多くなった。
ホテルにおいては、洋風と日本風の料理が混在している場合が多い。食事無し・素泊まりの宿泊を提供するホテルでも、簡素なパンや飲み物をサービスとして提供するホテルもある。
イギリスにおいては、イギリス式とアメリカ式、いずれかの様式が選べるホテルもある。

## 日本の飲食店や各種施設などでの朝食提供
飲食店
日本国内の飲食店においては、早朝から営業開始し、朝食を提供している店もある。典型例として、喫茶店で提供されるモーニングサービス（和製英語。「モーニングセット」「モーニング」と呼ばれることもある）が挙げられる。ファーストフード店やファミリーレストランが時間限定でのメニューを提供しており、マクドナルドの朝マックや牛丼屋のチェーン店が提供しているものもこれにあたる。

教育施設
大学が学生食堂で朝食を格安や無料で提供している例もある（東北大学や宮城教育大学）。早起きして学生食堂に来た学生にだけ格安で提供するほか、運動競技の強化選手指定を受けている学生に対して（十分な栄養を摂取し、良い成績を残すことを期待して）無料で提供している。
交通機関
交通機関においても朝食が提供されることがある。宿泊設備を備えた船舶や列車（寝台列車や長距離フェリー）で提供されるのが一般的であるが、一般の特急列車でも、朝の通勤時に列車内で食べられるような朝食用の駅弁が販売される場合がある（高崎駅での上州の朝がゆ）。東海道新幹線では、朝8時30分までに東京駅、名古屋駅、新大阪駅を発車する列車内において、サンドイッチとコーヒーをセットにしたものが車内販売されている。航空では、国際線の機内食で朝食を提供する場合もあり、その内容は航空会社ごとに様々である。
特定地域の珍しい習慣
福島県喜多方市においては朝食にラーメンを食べる習慣があり、「朝ラー」という言葉で新聞にもとりあげられた。

## 朝食の有無と健康への影響
厚生労働省が示した「日本人の食事摂取基準」では、行動学的な視点から、1日の中での食事回数（頻度）、特に朝食を抜くことが肥満や2型糖尿病などの有病率に関与している可能性について触れているが、この領域における知見は食事摂取基準に取り入れるにはさらなる研究や概念整理が必要であるとしている。